# Влево
Влево (пол. Wlewo, нім. Wefelow) — село в Польщі, у гміні Тшеб'ятув Ґрифицького повіту Західнопоморського воєводства.
Населення — 178 осіб (2011).
У 1975-1998 роках село належало до Щецинського воєводства.

## Демографія
Демографічна структура станом на 31 березня 2011 року:
|          | Загалом | Допрацездатний вік | Працездатний вік | Постпрацездатний вік |
| -------- | ------- | ------------------ | ---------------- | -------------------- |
| Чоловіки | 83      | 15                 | 61               | 7                    |
| Жінки    | 95      | 21                 | 59               | 15                   |
| Разом    | 178     | 36                 | 120              | 22                   |